# Coniogramme venusta
Coniogramme venusta är en kantbräkenväxtart som beskrevs av Ren-Chang Ching. Coniogramme venusta ingår i släktet Coniogramme och familjen Pteridaceae. Inga underarter finns listade.